# Земгале (Рига)
Предградие Земгале (на латвийски: Zemgales priekšpilsēta) е една от шестте административни единици, които изграждат латвийската столица Рига. Предградието се намира в югозападната част на града. Официално е създаден като административна единица през 1969 под името Ленин и получава сегашното си име на 28 декември 1990. Предградието е кръстено на историко-културния район на Латвия Земгале. Земгале е четвъртият по население район на Рига с общо 105 521 жители към 2009. В Земгале са разположени предимно жилищни квартали. Предградието е с обща площ от 41km². Граничи с район Централен, район Курземе и предградие Латгале, а през територията му минава река Даугава.

## Жилищни квартали
В Земгале има общо 13 квартала:
| - Агенскалнс - Атгазене - Бебербеки - Биерини - Бишумуижа - Зиепниекалнс - Золитуде |  | - Катлакалнс - Мукупурвс - Плескодале - Салас - Торнякалнс - Шампетерис |

## Етническа структура
- Латвийци – 49 958 (47,17%)
- Руснаци – 39 099 (36,92%)
- Беларуси – 4152 (3,92%)
- Украинци – 3895 (3,67%)
- Поляци – 1992 (1,88%)
- Други – 6706 (6,33%)